# مهدی تقوی
مهدی تقوی (زادهٔ ۱ اسفند ۱۳۶۵) کشتی‌گیر پیشین ایرانی است که در دستهٔ ۶۶ کیلوگرم کشتی آزاد رقابت می‌کرد. او برندهٔ دو مدال طلای مسابقات قهرمانی کشتی جهان (۲۰۰۹، ۲۰۱۱) و مدال نقرهٔ بازی‌های آسیایی ۲۰۱۰ گوانگ‌ژو است. او همچنین دو مدال طلا (۲۰۰۷، ۲۰۱۲) و یک برنز (۲۰۰۹) مسابقات قهرمانی کشتی آسیا را کسب کرده است. تقوی در قهرمانی جهان ۲۰۰۹ هرنینگ درحالی به قهرمانی رسید که یک امتیاز هم به حریفانش نداد.
تقوی در دو دورهٔ بازی‌های المپیک ملی‌پوش دستهٔ ۶۶ کیلوگرم ایران بود اما در هر دو دوره از کسب مدال بازماند. در المپیک ۲۰۰۸ پکن با باخت در مرحلهٔ مقدماتی از رمضان شاهین ترکیه‌ای و سپس از گیاندری گارزون کوبایی در مقام نهم قرار گرفت. در المپیک ۲۰۱۲ لندن نیز برای دومین بار با باخت در مسابقهٔ اول خود در برابر لیوان لوپز از کوبا از دور رقابت‌های المپیک حذف شد. او در قهرمانی جهان ۲۰۱۳ بوداپست نیز از دست‌یابی به مدال ناکام ماند.

## المپیک ۲۰۱۲ لندن
مهدی تقوی در دور نخست این مسابقات به مصاف لیوان لوپز، دارنده مدال برنز جهانی ۲۰۱۱ از کوبا رفت که در کمال ناباوری در ۳ تایم مغلوب حریف شد. لوپز در دور دوم به مصاف تاتسوهیرو یونمیتسو بازندهٔ تقوی در فینال مسابقات قهرمانی جهان ۲۰۱۱ استانبول از ژاپن رفت که در ۲ تایم و با نتیجه ۲ بر یک مغلوب این کشتی‌گیر شد تا تقوی وداعی زودهنگام با این رقابت‌ها داشته باشد.

## قهرمانی کشتی جهان ۲۰۱۳
تقوی پس از استراحت در دور نخست در مرحلهٔ دوم با نتیجه ۵ بر ۲ مقابل برنت متکالف از آمریکا به برتری دست یافت، اما در دور سوم با نتیجه ۳ بر ۲ مغلوب آلکساندر کونتایف از بلاروس شد و شانس حضور در یک‌چهارم نهایی را از دست داد که با توجه به شکست حریفش در مرحلهٔ بعد، تقوی از گردونه رقابت‌ها نیز کنار رفت.

## عناوین دیگر
وی در کارنامهٔ خود ۲ بار قهرمانی جوانان جهان در سال‌های ۲۰۰۶ و ۲۰۰۷، یک مدال طلا و یک نقرهٔ تیمی جام جهانی کشتی در سال ۲۰۰۹ و ۲۰۰۷، قهرمانی جوانان آسیا در سال ۲۰۰۶ و قهرمانی نوجوانان آسیا در سال ۲۰۰۴ را دارد.

## خداحافظی
مهدی تقوی در ۲۱ دی ماه سال ۱۳۹۷ بعد از ۴ سال دوری از کشتی و پس از دعوت دوباره به تیم ملی توسط غلامرضا محمدی، از دنیای کشتی برای همیشه خداحافظی کرد.